# Grand Hotel Weber

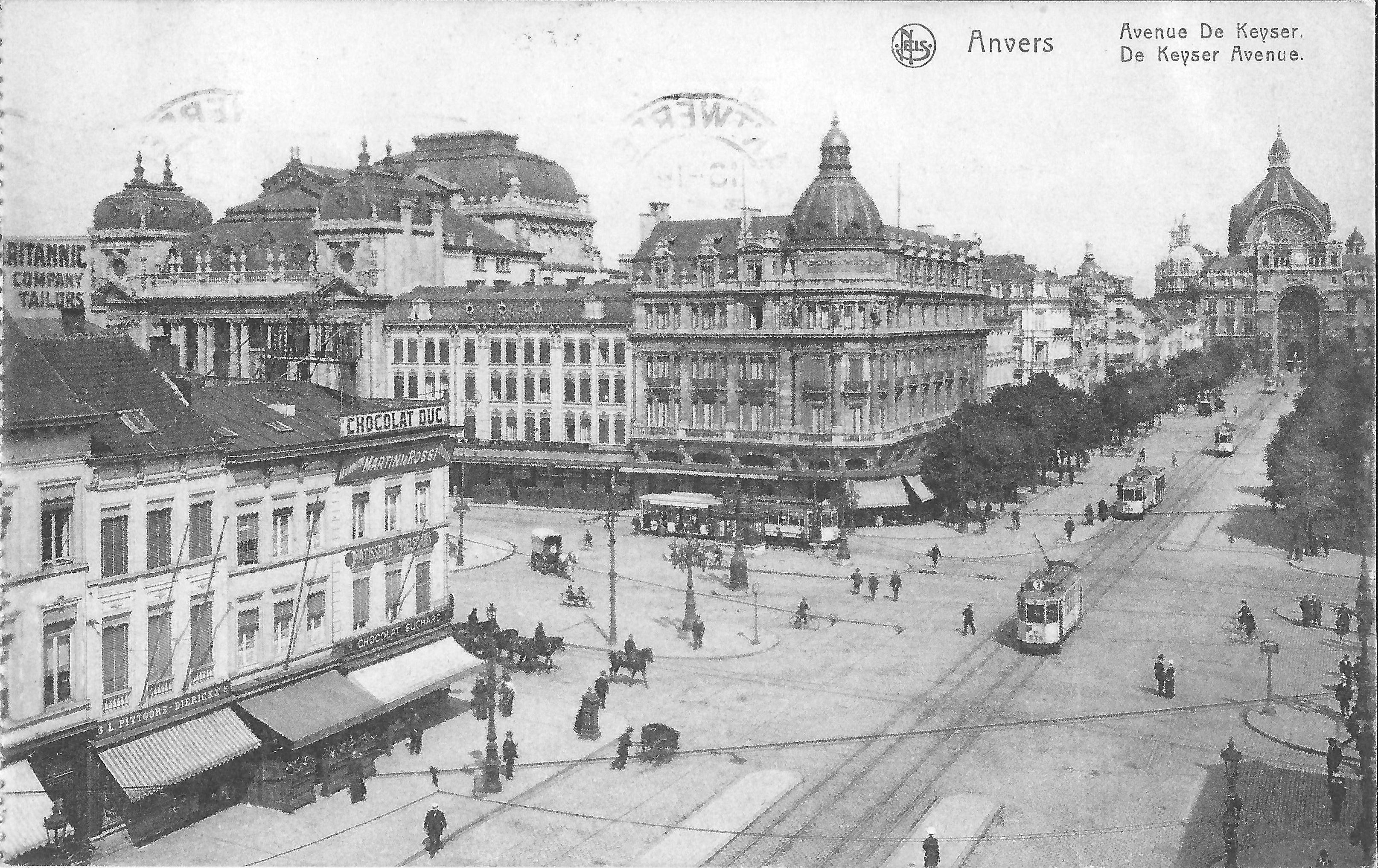
Hotel Weber

Hotel Wagner, Opernhaus und Hotel Weber am Opernplatz (v. l. n. r.)

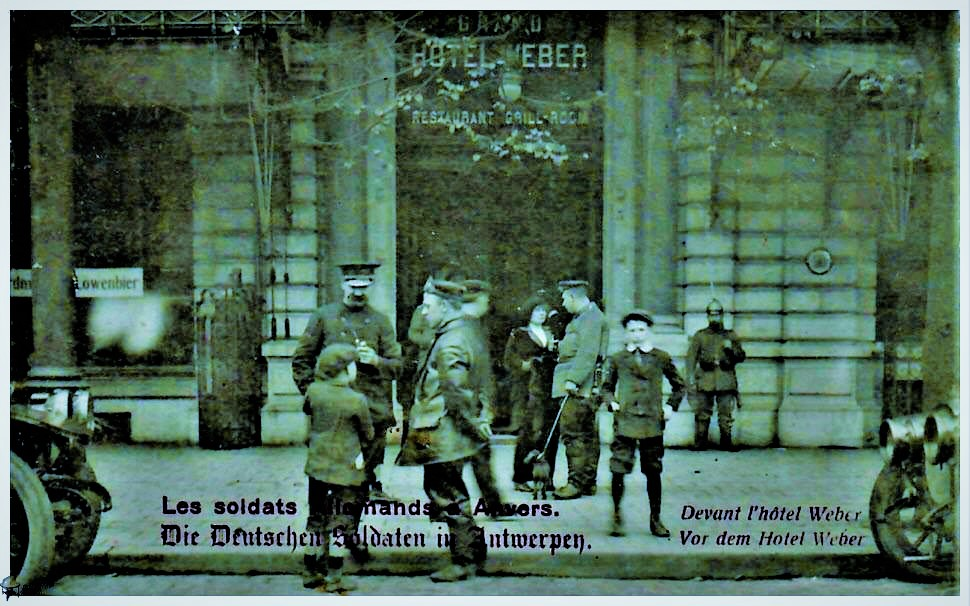
Deutsche Kommandantur im Hotel, 1914.

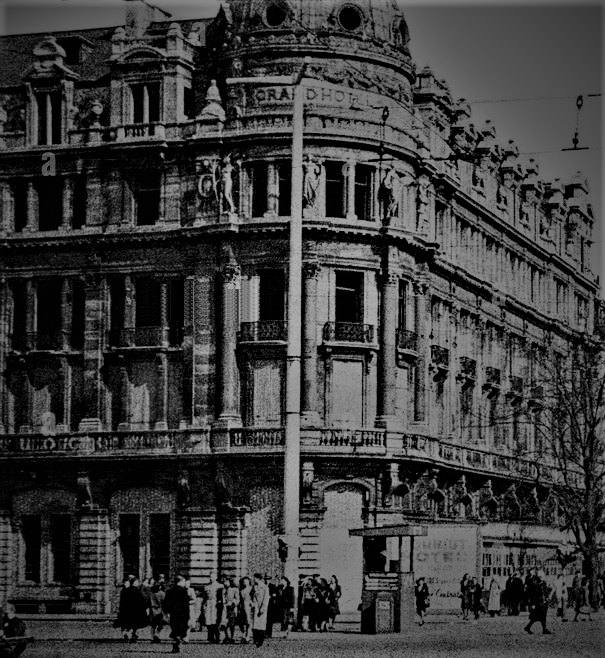
Hotel im Jahre 1960 kurz vor dem Abbruch

Das Grand Hotel Weber war ein repräsentatives Hotel in der belgischen Stadt Antwerpen, der Hauptstadt der gleichnamigen Provinz. Das Gebäude lag am Opernplatz, wo auch das Hotel Wagner und das Gebäude der Flämischen Oper stehen. Es befand sich an der Ecke De Frankrijklei und De Keyserlei und war etwa 300 Meter vom Hauptbahnhof Antwerpen entfernt. Heute befindet sich an seiner Stelle der Antwerp Tower.

## Geschichte
Das „Grand Hotel Weber“ wurde im Auftrag von Nikolaus Weber (* 1861 in Effelder), einem deutschen Kaufmann der 1887 nach Antwerpen gezogen war, in den Jahren 1900 und 1901 nach Entwürfen des Architekten Henri Blomme (1845–1923) erbaut. Der Kuppelturm erinnerte an das Berliner Central-Hotel. Das Haus bot seinen Gäste der Zeit entsprechenden Luxus: Aufzüge, Zentralheizung, elektrische Beleuchtung, Suiten für Familien, einen Wintergarten und einen Lesesaal. Dazu ein stilvolles Café, ein Restaurant im Louis-XV-Stil und einen Grillraum. Der Turm wurde mit vier Frauenfiguren aus Bronze geschmückt, die die Kontinente Europa, Asien, Amerika und Afrika darstellten. Während des Ersten Weltkriegs nutzte es die deutsche Armee, richtete dort ihre Kommandantur ein und nutzte es für Feierlichkeiten. Der Name Weber wurde in der Zeit nach dem Ersten Weltkrieg nicht mehr für das Hotel verwendet und es wurde einfach Grand Hôtel genannt. In den 1930er Jahren wurde das Hotel durch einige Kundgebungen der partij de Realisten unter Jean Awouters sehr bekannt.
Das Hotel wurde am 27. November 1944 als Folge des Einschlags einer deutschen V2-Bombe auf der Frankrijklei beschädigt. Ende der 1960er Jahre brach die NV Groenzone das Hotel ab und erbaute den Antwerp Tower im Auftrag von Euramco nach Entwürfen der Architekten Jozef Fuyen und Guy Peeters. Das Auktionshaus Amberes versteigerte Ende März 2015 die vier Bronzestatuen, die einst die Fassade des Grand Hotel Weber, eines der schönsten der Stadt („een van de mooiste van de stad“), schmückten.
Die Bronzefiguren seien besonders wertvoll, weil diese auf einem „bekannten Gebäude standen, das Teil eines Stücks Antwerpener Geschichte“ sei („Ze hebben een meerwaarde omdat ze ooit op een bekend gebouw stonden dat deel uitmaakt van een stuk Antwerpse geschiedenis.“) Die Statuen wurden für 50.000 Euro versteigert.